# Сватков Леонід Борисович
Леоні́д Бори́сович Сватко́в (нар. 29 липня 1949, м. Миргород, Полтавська область) — український політик. Колишній народний депутат України I та IV скликання.

## Освіта
Київський політехнічний інститут (1975), інженер-механік. Київський інститут політології та соціального управління, політолог, викладач соціально-політичних дисциплін у вищих і середніх навчальних закладах.

## Кар'єра
- 1966–1968 — учень ПТУ № 6, машиніст електровоза шахти № 3-5 (Донецька область), учень Рубіжанського індустріально-педагогічного технікуму (Ворошиловградська область).
- 1968–1970 — служба в армії.
- 1970–1975 — студент Київського політехнічного інституту.
- З 1975 — майстер цеху 140 Уральського вагонобудівного заводу. Інструктор Дзержинського райкому КПРС м. Нижній Тагіл Свердловської області.
- 1978–1979 — заступник начальника виробничо-диспетчерського відділу Миргородського арматурного заводу.
- 1979–1986 — завідувач відділу Миргородського міськкому КПУ.
- 1986–1988 — голова виконкому Миргородської міськради.
- 1988–1991 — перший секретар Миргородського міськкому КПУ.
- Квітень 1992 — 1995 — директор ОП «Миргородський завод мінеральних вод».
- З січня 1995 — генеральний директор Фонду ділового співробітництва «Україна».
- Липень 1995 — липень 1997 — голова Державного комітету України з харчової промисловості.
- Липень 1997 — березень 2000 — перший заступник Міністра, голова Комітету харчової промисловості Міністерства агропромислового комплексу України.
- Березень 2000 — травень 2002 — голова Державного департаменту продовольства.

Член Комісії з питань аграрної та земельної реформи при Президентові України (листопад 1997 — лютий 1999).
Член партії «Єдина Україна» (липень 2004 — 2005).

## Парламентська діяльність
Народний депутат України 1-го скликання з 15 травня 1990 до 10 травня 1994 від Миргородського виборчого округу № 323 Полтавської області. На час виборів: перший секретар Миргородського міськкому КПУ. Член групи «Аграрники», «Злагода-Центр». Член Комісії з питань відродження та соціального розвитку села. 
Народний депутат України 4-го скликання з 14 травня 2002 до 25 травня 2006 від Блоку «За єдину Україну!», № 36 в списку. На час виборів: голова Державного департаменту продовольства Міністерства аграрної політики України, член Аграрної партії України. Член фракції «Єдина Україна» (травень — червень 2002), член групи «Народовладдя» (червень 2002 — травень 2004), член групи «Демократичні ініціативи Народовладдя» (травень — вересень 2004), член фракції партії «Єдина Україна» (вересень 2004 — лютий 2006), член фракції Блоку Юлії Тимошенко (з лютого 2006). Голова підкомітету з питань діяльності переробної, харчової та рибної промисловості Комітету з питань аграрної політики та земельних відносин (з червня 2002).
Березень 2006 — кандидат в народні депутати України від Блоку Юлії Тимошенко, № 149 в списку. На час виборів: народний депутат України, безпартійний.

## Сім'я
Народився в сім'ї робітника. Українець. Одружений.
Дружина Сватков Марія Яківна 

## Нагороди
Медаль «За трудову доблесть». Срібний орден Святого князя Володимира II ступня (лютий 1999, УПЦ МП). Заслужений працівник промисловості України (жовтень 1998). Орден «За заслуги» III ступеня (липень 1999).